# سمير شيباني
سمير شيباني موظف حكومي جزائري من مواليد عام 1963 في أم البواقي بالجزائر. يشغل منصب والي ولاية وهران منذ 28 نوفمبر 2024. وقبل هذا التعيين، كان واليا لولاية سيدي بلعباس منذ 14 سبتمبر 2022.

## سيرة

### النشأة
ولد سمير شيباني عام 1963 ببلدة أم البواقي الواقعة شرق الجزائر. تخرج من المدرسة الوطنية للإدارة (ENA) بالجزائر العاصمة حيث تلقى تكوينا متخصصا في مجالات الإدارة العمومية.

### المسيرة المهنية

#### رئيس دائرة
بدأ سمير شيباني مسيرته الإدارية بشغل عدة مناصب داخل الإدارة قبل أن يتم ترقيته إلى منصب رئيس الدائرة، وهو المنصب الذي تقلده في مناطق مختلفة :
- من 1997 إلى 2001، كان رئيسا لدائرة رأس العيون بولاية باتنة[1] · .[2]
- ومن 2001 إلى 2009 شغل نفس المنصب بالدحموني بولاية تيارت[3] · .[4]
- ومن 2009 إلى 2012، كان رئيسا لدائرة خميس الخشنة بولاية بومرداس.[5][6]
- وفي سنة 2012، انتدب إلى الحروش بولاية سكيكدة، حيث أنهى ولايته على رأس الدائرة.[6][7]

#### رئيس ديوان الوالي
وبعد انتهاء مهامه كرئيس دائرة، تم تعيين سمير شيباني كرئيس ديوان لوالي ولاية تيزي وزو. ويلعب دوراً رئيسياً في تنسيق مشاريع التنمية المحلية والإشراف الإداري. ثم عين رئيسا لديوان الوالي بولاية الشلف.

#### مسؤول عن الدراسات والتوليف في رئاسة الجمهورية
وفي عام 2020، تم تعيين سمير شيباني مسؤولا عن الدراسات والتوليف في رئاسة الجمهورية الجزائرية. وفي هذه الوظيفة، شارك في إعداد التقارير الاستراتيجية ورصد الملفات ذات الأولوية على المستوى الوطني، خاصة في إطار برامج التنمية الترابية وتحسين الحوكمة · .

#### مدير الدراسات برئاسة الجمهورية
وبناء على خبرته، تمت ترقيته إلى مدير الدراسات في رئاسة الجمهورية في 26 أبريل 2022. وساهم في تنسيق مشاريع استراتيجية وطنية، خاصة في إطار برنامج تنمية مناطق الظل، الهادف إلى تقليص الفوارق الترابية وتحسين ظروف العيش في المناطق القروية والمهمشة.

#### والي سيدي بلعباس
في 14 سبتمبر 2022، تم تعيين سمير شيباني واليا على ولاية سيدي بلعباس . خلال فترة ولايته، شارك بشكل خاص في التنمية الاقتصادية للولاية. وتركز عمله على تحديث البنية التحتية المحلية وتعزيز الخدمات العامة الأساسية ·  · .

#### والي وهران
وفي 28 نوفمبر 2024، تمت ترقية سمير شيباني إلى منصب والي ولاية وهران، إحدى أهم مناطق الجزائر. خلفا لسعيد سعيود الذي تم تعيينه على رأس وزارة النقل. ويأتي تعيينه في سياق يتسم بالتحديات المرتبطة بالتخطيط الحضري والاقتصاد المحلي  ·  ·  ·  ·  ·  ·  · .

## الملاحظات والمراجع
1. ↑  "الجريدة الرسمية للجمهورية الجزائرية رقم 51: المرسوم الرئاسي الصادر في 1 يوليو 1997 المتعلق بتعيين رئيس الدائرة سمير شيباني (صفحة 10)" (PDF). مؤرشف من الأصل (PDF) في 2024-12-04.
2. ↑  "الجريدة الرسمية للجمهورية الجزائرية رقم 52: المرسوم الرئاسي الصادر في 16 أغسطس 2001 المتعلق بإنهاء مهام رئيس الدائرة سمير شيباني (صفحة 12)" (PDF). مؤرشف من الأصل (PDF) في 2024-12-02.
3. ↑  "الجريدة الرسمية للجمهورية الجزائرية رقم 52: المرسوم الرئاسي الصادر في 16 أغسطس 2001 المتعلق بتعيين رئيس الدائرة سمير شيباني (صفحة 16)" (PDF). مؤرشف من الأصل (PDF) في 2024-12-02.
4. ↑  "الجريدة الرسمية للجمهورية الجزائرية رقم 58: المرسوم الرئاسي الصادر في 28 يوليو 2009 المتعلق بإنهاء مهام رئيس الدائرة سمير شيباني (صفحة 12)" (PDF). مؤرشف من الأصل (PDF) في 2024-12-01.
5. ↑  "الجريدة الرسمية للجمهورية الجزائرية رقم 58: المرسوم الرئاسي الصادر في 28 يوليو 2009 المتعلق بتعيين رئيس الدائرة سمير شيباني (صفحة 19)" (PDF). مؤرشف من الأصل (PDF) في 2024-12-01.
6. 1 2  "الجريدة الرسمية للجمهورية الجزائرية رقم 30: المرسوم الرئاسي الصادر في 4 مارس 2012 المتعلق بإنهاء مهام رئيس الدائرة سمير شيباني (صفحة 16)" (PDF). مؤرشف من الأصل (PDF) في 2024-12-07.
7. ↑  "الجريدة الرسمية للجمهورية الجزائرية رقم 18: المرسوم الرئاسي الصادر في 4 مارس 2012 المتعلق بتعيين رئيس الدائرة سمير شيباني (صفحة 17)" (PDF). مؤرشف من الأصل (PDF) في 2024-12-07.
8. ↑  "الجريدة الرسمية للجمهورية الجزائرية رقم 54: المرسوم الرئاسي الصادر في 30 يوليو 2017 المتعلق بتعيين رئيس ديوان الوالي سمير شيباني (صفحة 10)" (PDF). مؤرشف من الأصل (PDF) في 2024-12-02.
9. ↑  "الجريدة الرسمية للجمهورية الجزائرية رقم 35: المرسوم الرئاسي الصادر في 7 يونيو 2020 المتعلق بتعيين المكلف بالدراسات والتوليف برئاسة الجمهورية سمير شيباني (صفحة 20)" (PDF). مؤرشف من الأصل (PDF) في 2024-11-27.
10. ↑  "الجريدة الرسمية للجمهورية الجزائرية رقم 31: المرسوم الرئاسي الصادر في 26 أبريل 2022 المتعلق بإنهاء مهام المكلف بالدراسات والتوليف برئاسة الجمهورية سمير شيباني (صفحة 11)" (PDF). مؤرشف من الأصل (PDF) في 2024-12-03.
11. ↑  "الجريدة الرسمية للجمهورية الجزائرية رقم 31: المرسوم الرئاسي الصادر في 26 أبريل 2022 المتعلق بتعيين مدير الدراسات برئاسة الجمهورية سمير شيباني (صفحة 13)" (PDF). مؤرشف من الأصل (PDF) في 2024-12-03.
12. ↑  "الجريدة الرسمية للجمهورية الجزائرية رقم 62: المرسوم الرئاسي الصادر في 14 سبتمبر 2022 المتعلق بإنهاء مهام مدير الدراسات برئاسة الجمهورية سمير شيباني (صفحة 16)" (PDF). مؤرشف من الأصل (PDF) في 2024-12-07.
13. ↑  "الجريدة الرسمية للجمهورية الجزائرية رقم 62: المرسوم الرئاسي الصادر في 14 سبتمبر 2022 المتعلق بتعيين الوالي سمير شيباني (صفحة 17)" (PDF). مؤرشف من الأصل (PDF) في 2024-12-07.
14. ↑  الجريدة الرسمية للجمهورية الجزائرية رقم 79: المرسوم الرئاسي الصادر في 28 نوفمبر 2024 المتعلق بإنهاء مهام الوالي سمير شيباني (صفحة 8) نسخة محفوظة 2024-12-07 على موقع واي باك مشين.
15. ↑  "وكالة الأنباء الجزائرية: "الرئيس تبون يجري حركة واسعة في سلك الولاة"". مؤرشف من الأصل في 2024-12-03.
16. ↑  الجريدة الرسمية للجمهورية الجزائرية رقم 79: المرسوم الرئاسي الصادر في 28 نوفمبر 2024 المتعلق بتعيين الوالي سمير شيباني (صفحة 8) نسخة محفوظة 2024-12-07 على موقع واي باك مشين.
17. ↑  "وكالة الأنباء الجزائرية: "رئيس الجمهورية يعين واليين جديدين لولايتي وهران وسيدي بلعباس"". مؤرشف من الأصل في 2024-12-03.
18. ↑  "الخبر: "واليان جديدان لوهران وسيدي بلعباس"".
19. ↑  "رئاسة الجمهورية : "رئيس الجمهورية السيد عبد المجيد تبون يجري حركة واسعة في سلك الولاة والولاة المنتدبين"". مؤرشف من الأصل في 2024-12-03.
20. ↑  "الشعب أونلاين : "وزير الداخلية و الجماعات المحلية والتهيئة العمرانية يُنصب والي وهران الجديد"".
21. ↑  "النهار أونلاين: "رئيس الجمهورية يوقع مرسومين رئاسيين لتعيين واليَي وهران وسيدي بلعباس"". مؤرشف من الأصل في 2024-12-09.
22. ↑  "جريدة البلاد : "الرئيس تبون يعين واليان لكل من وهران وسيدي بلعباس"". مؤرشف من الأصل في 2024-12-07.
23. ↑  "الإذاعة الجزائرية : "رئيس الجمهورية يعين واليين جديدين لولايتي وهران وسيدي بلعباس"". مؤرشف من الأصل في 2024-12-06.